# Girlicious Tour
As Girlicious entraram em turnê na América do Norte, no dia 30 de Julho de 2008, fazendo o show de abertura da turnê dos Backstreet Boys em sua turnê "Unbreakable", que se encerrou no dia 6 de Setembro de 2008. As Girlicious voltaram ao Canadá para a segunda parte da turnê, com a participação de Danny Fernandes abrindo seus shows.

## Set list
Set List
- "Stupid Shit"
- "Baby Doll"
- "I.O.U.1"
- "Save The World"
- "Here I Am"
- "Still in Love"
- "Liar Liar"
- "Like Me

- "Intro Mix"
- "Baby Doll"
- "I.O.U.1"
- "Do About It"
- "Save The World"
- "My Boo"
- "Still In Love"
- "Stupid Shit"
- "Liar Liar"
- "Like Me"

'
- "Baby Doll"
- "I.O.U.1"
- "Do About It"
- "Stupid Shit"
- "Liar Liar"
- "Like Me"

### Show de Abertura
- Danny Fernandes (América do Norte) - 1° e 2° Parte
- Rosette Sharma (Vancouver) 3° Parte
- Elise Estrada (Winnipeg)

## Datas da Turnê

### 1 ° Parte da Turnê
| Data                  | Cidade        | País   | Local                      |
| --------------------- | ------------- | ------ | -------------------------- |
| 15 de Outubro de 2008 | Fredericton   | Canadá | Sub Ballroom               |
| 16 de Outubro de 2008 | Saint John    | Canadá | Saint John High School     |
| 17 de Outubro de 2008 | Charlottetown | Canadá | Charlottetown Civic Center |
| 18 de Outubro de 2008 | Gatineau      | Canadá | Loft 455                   |
| 20 de Outubro de 2008 | Thunder Bay   | Canadá | Rockhouse Nightclub        |
| 21 de Outubro de 2008 | Winnipeg      | Canadá | Pantages Playhouse Theatre |
| 22 de Outubro de 2008 | Brandon       | Canadá | Brandon Keystone Centre    |
| 23 de Outubro de 2008 | Calgary       | Canadá | Cowboys Nightclub          |
| 24 de Outubro de 2008 | Lloydminster  | Canadá | The Kooler Night club      |
| 27 de Outubro de 2008 | Saskatoon     | Canadá | Credit Union Centre        |
| 28 de Outubro de 2008 | Castlegar     | Canadá | Element Nightclub          |
| 30 de Outubro de 2008 | Vancouver     | Canadá | Fabric Night Club          |
| 1 de Novembro de 2008 | Medicine Hat  | Canadá | Doghouse                   |
| 7 de Novembro de 2008 | Montreal      | Canadá | Seven Night Club           |

### 2° Parte da Turnê
| Data                  | Cidade         | País   | Local                             |
| --------------------- | -------------- | ------ | --------------------------------- |
| 5 de Março de 2009    | Victoria       | Canadá | Victoria Memorial Arena           |
| 6 de Março de 2009    | Duncan         | Canadá | Cowichan Community Centre         |
| 7 de Março de 2009    | Kelowna        | Canadá | Prospera Place                    |
| 11 de Março de 2009   | Grande Prairie | Canadá | Canada Games Arena                |
| 12 de Março de 2009 ¹ | Yellowknife    | Canadá | Northern Arts and Cultural Centre |
| 13 de Março de 2009   | Lloydminster   | Canadá | The Kooler Night club             |
| 14 de Março de 2009   | Cold Lake      | Canadá | Grand Centre                      |
| 17 de Março de 2009 ¹ | Prince Albert  | Canadá | Art Hauser Centre                 |
| 18 de Março de 2009   | Red Deer       | Canadá | ENMAX Centrium                    |
| 19 de Março de 2009   | Calgary        | Canadá | Cowboy                            |
| 20 de Março de 2009   | Slave Lake     | Canadá | The Sarrige Ball Room             |
| 21 de Março de 2009   | Edmonton       | Canadá | Rexall Place                      |
| 29 de Março de 2009 ¹ | Sarnia         | Canadá | The Stubborn Mule                 |

1 Correponde a 2 Shows no local

### 3° Parte da Turnê
| Data                | Cidade          | País   | Local                   |
| ------------------- | --------------- | ------ | ----------------------- |
| 23 de Julho de 2009 | Oshawa          | Canadá | The Big Sexy Night Club |
| 25 de Julho de 2009 | Halifax         | Canadá | Z103.5's Summer Rush    |
| 26 de Julho de 2009 | Vancouver       | Canadá | Gossip Nightclub        |
| 28 de Julho de 2009 | Winnipeg        | Canadá | Blush Ultraclub         |
| 30 de Julho de 2009 | Praia de Wasaga | Canadá | The Dome                |
| 31 de Julho de 2009 | Praia Grande    | Canadá | Grand Bend Motorplex    |
| 1 de Agosto de 2009 | Montreal        | Canadá | Tonic Club Lounge       |
| 2 de Agosto de 2009 | Ottawa          | Canadá | Mansion Night Club      |

### Observações
- Em Maio de 2009, elas abriram o show de Britney Spears, The Circus Starring: Britney Spears, em Montreal, subtituindo as The Pussycat Dolls.